# Peter Stangier

Peter Stangier

Peter Heinrich Stangier (* 7. April 1898 in Gevelsberg; † 12. Dezember 1962 in Münster) war ein deutscher Politiker (NSDAP).

## Leben und Wirken
Nach dem Besuch der Volksschule erlernte Stangier das Schlosserhandwerk. Ergänzend dazu wurde er an der Fachschule für Handwerk und Gewerbe ausgebildet. Ab Januar 1918 nahm er kurzzeitig am Ersten Weltkrieg teil. Um 1921 kam er in den Gelsenkirchener Raum, wo er eine Stelle als Zechenschlosser bei der Zeche Ewald 3/4 annahm. Eigenen Angaben zufolge trat Stangier im März 1923 erstmals in die NSDAP ein. Aufgrund politischer Betätigung wurde er im Mai 1924 während der französischen Besatzungszeit ausgewiesen. Der NSDAP trat er nach dem Parteiverbot Anfang August 1925 erneut bei (Mitgliedsnummer 16.676). Zunächst führte er bis 1926 die Ortsgruppe Resse und baute die NSDAP in Gelsenkirchen mit auf. Ab 1926 übernahm er als SA-Führer leitende Aufgaben in verschiedenen Formationen dieser paramilitärischen NS-Organisation. Von 1931 bis 1933 war er Gauorganisationsleiter im Gau Westfalen-Nord. 1932 wurde er in den Preußischen Landtag gewählt, dem er bis zur Auflösung der Körperschaft im Oktober 1933 angehörte.
Nach der nationalsozialistischen „Machtergreifung“ im Frühjahr 1933 betätigte Stangier sich vor allem als Stadtverordneter in Gelsenkirchen, wo er zum Stadtrat ernannt wurde: In der Stadtverwaltung wurden ihm die Polizeiverwaltung und die städtischen Betriebe sowie Bereiche der Kulturverwaltung übertragen.
Vom November 1933 bis zum Ende der NS-Herrschaft im Mai 1945 gehörte Stangier dem nationalsozialistischen Reichstag als Abgeordneter für den Wahlkreis 17 (Westfalen Nord) an. Von 1931 bis 1945 war er Stellvertreter von Alfred Meyer, Gauleiter von Westfalen-Nord. In der SA erreichte Stangier Ende Januar 1941 den Rang eines Brigadeführers. Daneben übernahm er Ämter als Preußischer Staatsrat und Mitglied des Bezirksausschusses.
Am 10. Mai 1945 wurde Stangier von den Amerikanern als Kriegsverbrecher interniert. Am 10./11. Mai 1948 wurde Stangier von der Spruchkammer Recklinghausen wegen Zugehörigkeit zum NS-Führerkorps zu zwei Jahren Gefängnis verurteilt, obwohl der Antrag des Anklägers auf vier Jahre Haft lautete. Die Haft galt aufgrund der Internierung als verbüßt. Am 2. November desselben Jahres wurde eine Revision des Urteils verworfen. Stangier lebte anschließend bis zu seinem Tod 1962 in Münster.